# Batman Begins
Batman Begins is een Brits-Amerikaanse film uit 2005 van regisseur Christopher Nolan, gebaseerd op het personage Batman. De hoofdrollen worden gespeeld door Christian Bale, Michael Caine, Gary Oldman, Katie Holmes en Liam Neeson. De film opende op 15 juni 2005 in de Belgische en de dag erna in de Nederlandse bioscopen.

## Verhaal
De film begint op een groot landhuis waar een jonge Bruce Wayne in een put valt. Terwijl zijn speelgenootje Rachel Dawes hulp haalt, ligt hij op de bodem van de put en wordt hij "aangevallen" door vleermuizen. Hierna heeft hij regelmatig nachtmerries over vleermuizen.
Nadat ze halverwege een operavoorstelling het theater verlaten omdat de jonge Bruce bang wordt door de als vleermuizen verklede acteurs, worden zijn ouders neergeschoten door een zwerver. Bruce wordt op het politiebureau opgevangen door agent Jim Gordon (Gary Oldman). Daar vertellen ze hem dat de zwerver, Joe Chill, is opgepakt. Butler Alfred Pennyworth (Michael Caine) neemt de jongen mee naar huis en zorgt voor hem. Zolang Bruce nog te jong is, zal het werk van zijn vader worden voortgezet door de medewerkers van diens bedrijf, onder leiding van William Earle (Rutger Hauer).
Als jaren later de zwerver in aanmerking komt voor vervroegde vrijlating omdat hij de politie informatie had gegeven in een andere zaak, gaat Bruce naar de rechtbank met het idee hem neer te schieten - hij had immers zijn ouders neergeschoten. Hij krijgt echter de kans niet, en Rachel Dawes (Katie Holmes), die nu Gotham City Assistant District Attorney is, legt hem het verschil uit tussen wraak en gerechtigheid. Bruce Wayne vertrekt uit Gotham City, en hij wordt tijdens zijn reizen opgepikt door een lid van The League of Shadows, een groep ninja's, onder leiding van Ra's al Ghul, die hem leert hoe onzichtbaar en onoverwinnelijk te zijn. Als hij zijn training voltooit, blijkt het genootschap echter van een soort te zijn dat beschavingen die ten dode opgeschreven zijn ten onder doet gaan. Het door misdaad bedorven Gotham City is hun volgende doel. Bruce weigert mee te werken en ontsnapt na een gevecht waarbij Ra's al Ghul gedood wordt. Zijn leermeester Ducard weet hij nog te redden voor het klooster van het genootschap in vlammen opgaat. Hierop keert Bruce terug naar Gotham City om het daar op te nemen tegen de slechteriken.
Hij verzint zijn nieuwe alter ego: Batman. Als een symbool is hij onoverwinnelijk, als Bruce Wayne is hij "maar een mens". Met Alfreds hulp bouwt hij in een grot onder het landhuis een geheim hoofdkwartier: The Batcave. Dankzij zijn vaders vriend, Lucius Fox, die nu dankzij de aalgladde Earle nog maar een lage positie heeft in het bedrijf, weet hij aan materialen te komen, zoals een pantser en een speciale wagen. Ook neemt hij contact op met een van de weinige eerlijke politiemannen in de stad: Gordon, die inmiddels brigadier is. Hij neemt het op tegen Falcone (die drugs smokkelt en mensen omkoopt) maar komt erachter dat er een veel duisterder tegenstander is, the Scarecrow (Vogelverschrikker, gespeeld door Cillian Murphy). Deze is in opdracht van Ra's al Ghul bezig de watervoorraad van Gotham City te vergiftigen met een gif dat enge visioenen en angstaanvallen veroorzaakt. Bruce snapt eerst niet hoe dit mogelijk is daar hij Ra's al Ghul heeft gedood, maar ontdekt dan dat Ducard de echte Ra's al Ghul is, en de man die Bruce doodde slechts een stand-in was.
Batman kan Scarecrow vangen, maar wordt vervolgens in zijn huis geconfronteerd door Ra's al Ghul. Deze onthult zijn ware plan: hij en The League of Shadows willen met het gif Gotham City ten onder laten gaan aan angst. Dit omdat de stad te corrupt en te decadent geworden is. Dit doen ze al eeuwen. Het gif heeft tot nu toe nog geen slachtoffers gemaakt daar het alleen werkt als men het inademt, maar Ra's wil met een gestolen apparaat dat sterke magnetronstralen uitzendt de hele watervoorraad in een keer laten verdampen zodat Gotham gevuld wordt met een giftige mist. Ra's steekt Bruce' huis in brand, en het is enkel dankzij Alfred dat Bruce ontkomt. Ondertussen begint de League met hun aanslag door alle gevangenen in het asylum vrij te laten.
Ra's verplaatst het apparaat middels een gekaapte trein naar de centrale wateropslag. Batman geeft Gordon de Batmobile om de trein te stoppen, en gaat zelf aan boord om Ra's te bevechten. Gordon schiet met de wapens van de Batmobile de steunpilaren van de rails kapot, en de trein botst in een gebouw. Ra's komt bij de explosie om het leven.
Nu het gevaar is geweken wordt Batman erkend als een publieke held. Gordon informeert hem over een nieuwe vijand, die de gewoonte heeft om speelkaarten met een Joker achter te laten op de plaats van zijn misdaden.

## Rolverdeling
| Acteur            | Personage                          | Opmerkingen                                                                               |
| ----------------- | ---------------------------------- | ----------------------------------------------------------------------------------------- |
| Christian Bale    | Bruce Wayne / Batman               |                                                                                           |
| Michael Caine     | Alfred Pennyworth                  | De butler van de familie Wayne.                                                           |
| Liam Neeson       | Henri Ducard / Ra's al Ghul        |                                                                                           |
| Katie Holmes      | Rachel Dawes                       | Bevriend met Bruce sinds haar kindertijd. Ze vecht tegen corruptie in de stad.            |
| Gary Oldman       | Rechercheur James Gordon           | Een van de weinige niet-corrupte agenten van Gotham City.                                 |
| Cillian Murphy    | Dr. Jonathan Crane / Scarecrow     | Een psychiater. Wanneer hij anderen wil intimideren wordt hij zijn alter ego "Scarecrow". |
| Tom Wilkinson     | Carmine Falcone                    | Maffiabaas in de criminele wereld van Gotham City.                                        |
| Rutger Hauer      | William Earle                      | De baas van Wayne Enterprises nadat Bruce' vader is doodgeschoten.                        |
| Linus Roache      | Thomas Wayne                       | De vader van Bruce Wayne.                                                                 |
| Mark Boone Junior | Arnold Flass                       | Een corrupte politieagent.                                                                |
| Ken Watanabe      | 'Ra's al Ghul'                     | Neemt Ra's al Ghuls plaats in als afleidingsmanoeuvre.                                    |
| Morgan Freeman    | Lucius Fox                         | Een medewerker van de wetenschapsdivisie van Wayne Enterprises.                           |
| Larry Holden      | Carl Finch                         | Een openbare aanklager uit Gotham City.                                                   |
| Gerard Murphy     | Judge Faden                        | Een corrupte rechter uit Gotham City.                                                     |
| Colin McFarlane   | Gillian B. Loeb                    | De commissaris van Gotham City.                                                           |
| Sara Stewart      | Martha Wayne                       | De moeder van Bruce Wayne.                                                                |
| Richard Brake     | Joe Chill                          | De moordenaar van Bruce' ouders.                                                          |
| Rade Šerbedžija   | Dakloze man                        |                                                                                           |
| Charles Edwards   | Wayne Enterprises Leidinggevende   |                                                                                           |
| Tim Booth         | Victor Zsasz                       | Een handhaver van Carmine Falcone.                                                        |
| Shane Rimmer      | Technici van Gotham Water Board    |                                                                                           |
| Jack Gleeson      | Jonge bewonderaar                  |                                                                                           |
| Dave Legeno       | Lid van de "League of the Shadows" |                                                                                           |
| Khan Bonfils      | Lid van de "League of the Shadows" |                                                                                           |

## Achtergrond
Batman Begins voorziet in een nieuw begin voor het personage Batman in de film, en is geen 'voorloper' tot de films die over de jaren zijn gemaakt door onder andere Tim Burton en Joel Schumacher. Batman Begins vertelt echter wel het verhaal van hoe Bruce Wayne Batman wordt.
De sfeer in de film is een stuk donkerder dan in eerdere Batmanfilms. Tevens anders is dat de film de relatie onderzoekt tussen Bruce en zijn vader, alsook de waarden die Bruce, alhoewel hij zich er in het begin tegen afzet, van zijn vader heeft overgenomen.
De film was een groot succes en critici waren er positief over. Op IMDb.com staat de film in de Top 250. Financieel gezien was hij ook een groot succes: met een opbrengst van 372 miljoen dollar kreeg hij een plekje in de top 10 van succesvolste films van 2005.
In 2008 is The Dark Knight verschenen, een vervolg op Batman Begins. In deze film is een belangrijke rol weggelegd voor The Joker. De The Dark Knight-trilogie van Christopher Nolan werd in 2012 voltooid met The Dark Knight Rises.

## Muziek
De soundtrack van de film Batman Begins is gecomponeerd door Hans Zimmer en James Newton Howard.
1. Vespertilio 2:52
2. Eptesicus 4:20
3. Myotis 5:46
4. Barbastella 4:45
5. Artibeus 4:19
6. Tadarida 5:05
7. Macrotus 7:35
8. Antrozous 3:59
9. Nycteris 4:25
10. Molossus 4:49
11. Corynorhinus 5:04
12. Lasiurus 7:27

## Trivia
Een van de personages die kort in beeld komen als een mogelijke huurmoordenaar van maffiabaas Carmine Falcone wordt bij naam genoemd als Zsasz, een gekend personage uit Batmans stripverhalen.

## Prijzen/nominaties
In 2005 en 2006 werd Batman Begins voor veel prijzen genomineerd. Een overzicht:
2005:
- Een Black Movie Award voor “Outstanding Performance by an Actor in a Supporting Role”.
- Een Golden Trailer voor “Summer 2005 Blockbuster”
- Een Hollywood Film Award voor “geluid van het jaar” - gewonnen
- Twee Audience Awards:
  - Beste Internationale Acteur (Christian Bale)
  - Internationale Film Award.
- Een IFTA Award voor beste mannelijke bijrol (Cillian Murphy).
- Een Satellite Award voor “Outstanding Overall DVD”
- De Teen Choice Award voor “Choice Summer Movie”.
- Een World Soundtrack Award voor “Best Original Soundtrack of the Year”

2006:
- Een ASCAP Award - gewonnen
- Een Oscar voor “Best Achievement in Cinematography”
- Negen Saturn Awards:
  - Beste Acteur (Christian Bale) – gewonnen
  - Beste Fantasiefilm – gewonnen
  - Beste Script – gewonnen
  - Beste kostuum
  - Beste regie
  - Beste muziek
  - Beste special effects
  - Beste mannelijke bijrol (Liam Neeson)
  - Beste vrouwelijke bijrol (Katie Holmes)
- Een ASC Award voor “Outstanding Achievement in Cinematography in Theatrical Releases”
- Een “Excellence in Production Design Award” van de Art Directors Guild voor “Feature film – Period or Fantasy Film”
- Drie British Academy Film Awards:
  - Best Achievement in Special Visual Effects
  - Best Production Design
  - Beste Geluid
- Een CDG Award voor “Excellence in Costume Design for Film – Fantasy”
- Drie Empire Awards:
  - Beste Acteur (Christian Bale)
  - Beste Regisseur
  - Beste Thriller
- Een Golden Trailer voor “Beste actie”.
- Een Hugo Award voor “Best Dramatic Presentation - Long Form”
- Drie MTV Movie Awards:
  - Beste held - gewonnen
  - Beste schurk
  - Beste film
- Twee Golden Reel Awards:
  - Best Sound Editing in Feature Film - Foreign
  - Best Sound Editing in Feature Film – Music
- Een OFCS Award voor “Best Original Score”.
- Twee People's Choice Awards:
  - Favoriete film
  - Favoriete filmdrama
- Een Golden Raspberry Award voor slechtste vrouwelijke bijrol (Katie Holmes).
- De Teen Choice Award voor Movies - Choice Sleazebag
- Een VES Award voor “Outstanding Created Environment in a Live Action Motion Picture”